# Hockey Club Mont-Blanc
Hockey Club Mont-Blanc, od roku 2013 přezdívaný Les Yétis, je francouzský klub ledního hokeje působící ve městech Saint-Gervais-les-Bains a Megève. 
Klub krátce fungoval v letech 1986–1989 a v letech 1987 a 1988 vyhrál nejvyšší francouzskou soutěž. Vznikl sloučením klubu Megève a Sporting Hockey Club Saint Gervais, který získal šestkrát titul mistra Francie. V současné podobě vznikl v roce 2002 a v roce 2004 postoupil do Ligue Magnus, ve které hrál do roku 2011. Od ročníku 2011/2012 je, s výjimkou sezóny 2016/2017, účastníkem Divize 1.
Klubovými barvami jsou zelená, červená a bílá. Domácí utkání dělí mezi stadiony Palais des sports v Megève s kapacitou 2 700 diváků a Patinoire de Saint-Gervais v Saint-Gervais-les-Bains s kapacitou 1 800 diváků.